# Dramatischer Sopran
Die Stimmlage des dramatischen Soprans ist eine besonders kraftvolle, ausdrucksstarke und emotionale Form des Soprans mit einem üblichen Tonumfang von g bis c´´´.

## Definition
Sängerinnen dieser Partien haben häufig ein „metallisches“ Timbre und größte Durchschlagskraft. So müssen sie in der Lage sein, meist sehr groß besetzte Orchester, etwa in den Opern von Richard Wagner und Richard Strauss, zu übertönen und Rollen mit extremen Gefühlsausbrüchen spielen. Dazu gehören typische spätromantische Strauss-Partien wie Salome, Elektra und Färberin, aber auch Wagners Isolde und, als längste und anspruchsvollste aller derartigen Rollen, die Brünnhilde im Ring des Nibelungen. Dagegen sind außergewöhnlich leidenschaftlich zu singende Sopran-Rollen der Wiener Klassik wie die Leonore in Beethovens Fidelio oder die Donna Anna in Mozarts Don Giovanni keine eigentlich „dramatischen“ Sopran-Partien im heutigen Sinn. Fast immer verkörpern dramatische Soprane opferbereite, mythische Heldinnen größten Formats. Die Bezeichnung hochdramatischer Sopran bezieht sich nicht darauf, dass solche Sängerinnen eine besonders hohe Tessitura haben, also besonders hohe Töne singen können, sondern dass sie vielmehr fähig sind, auch die expressivsten, gefühls- und lautstärksten Partien glaubwürdig darzustellen. Sopranistinnen, die für die Isolde und Brünnhilde in Frage kommen, müssen nicht nur Spitzentöne zur Verfügung haben, sondern auch besonders viel Kraft in der tieferen und Mittellage mitbringen, was sie von lyrischen Sopranistinnen und Koloratursopranistinnen deutlich unterscheidet. Eine Übergangs- und Mischform ist die Stimmlage des Charaktersoprans. Partner der „Hochdramatischen“ ist in der Regel der Heldentenor.

## Bekannte Sängerinnen des Rollenfachs
Große „Hochdramatische“ waren und sind Mimi Poensgen, Marie Wilt, Lilly Hafgren-Waag, Kirsten Flagstad, Frida Leider, Astrid Varnay, Martha Mödl, Birgit Nilsson, Leonie Rysanek, Hildegard Behrens, Evelyn Herlitzius, Berit Lindholm, Gwyneth Jones, Nina Stemme, Waltraud Meier, Camilla Nylund, Linda Watson, Anja Kampe und Gena Dimitrowa.

## Beispiele für typische Partien
- Richard Wagner:
  - Tristan und Isolde: Isolde
  - Die Walküre: Sieglinde, Brünnhilde
  - Siegfried: Brünnhilde
  - Götterdämmerung: Brünnhilde
- Giuseppe Verdi, Macbeth: Lady Macbeth
- Vincenzo Bellini, Norma: Norma
- Giacomo Puccini, Turandot: Turandot
- Arnold Schönberg, Erwartung: Eine Frau
- Richard Strauss, Elektra: Elektra
- Richard Strauss, Frau ohne Schatten: Färberin